# Особняк Хатранова (Ростов-на-Дону)
Особняк Хатранова — старинный дом в Ростове-на-Дону. Здание относится к памятникам истории и культуры регионального значения. Особняк построен в 1890-е годы по проекту гражданского инженера Арсена Оганесовича Тер-Акопова.
Адрес: г. Ростов-на-Дону, улица I-я Советская, 42.

## История
Старинный особняк, построен в 1890-е годы. Известны его владельцы. Одним из них был городской голова, потомственный почётный гражданин П. Е. Хатранов.
Род Хатрановых в Нахичевани-на-Дону был весьма состоятельным. В первой половине XIX века нахичеванский купец Погос Арутюнович Хатранян торговал в России, Италии, Греции, Турции. Другой представитель рода Хатранянов — Кеворк, был предпринимателем. Он построил в Нахичевани кирпичный завод. На сохранившейся парадной двери здания в картуше выполнена буква «Х» — первая буква фамилии владельца здания.
В 1912 году владельцем дома был Гавриил Васильевич Мазаев. Стоимость дома к этому времени составляла около 17 500 рублей. Состояние же семьи Мазаевых оценивалось в миллионы рублей. Глава семейства Иван Гаврилович Мазаев, зажиточный крестьянин-молоканин, в свое время был сослан в село Нововасильевку Таврической губернии за уход от православия. Позднее он перебрался в слободу Большая Крепкая, где занимался овцеводством. Мазаевы оставили свой след в истории: ими была выведена порода овец-мериносов, получившая название «мазаевская».
В годы советской власти здание было национализировано. В годы Великой Отечественной войны, при немецкой оккупации, в здании находилось гестапо, после освобождения города — госпиталь. После войны здание занимали военные ведомства: квартирно-эксплуатационная часть, с 1980 года в здании находится центр государственного санитарно-эпидемиологического надзора военного округа.

## Архитектура

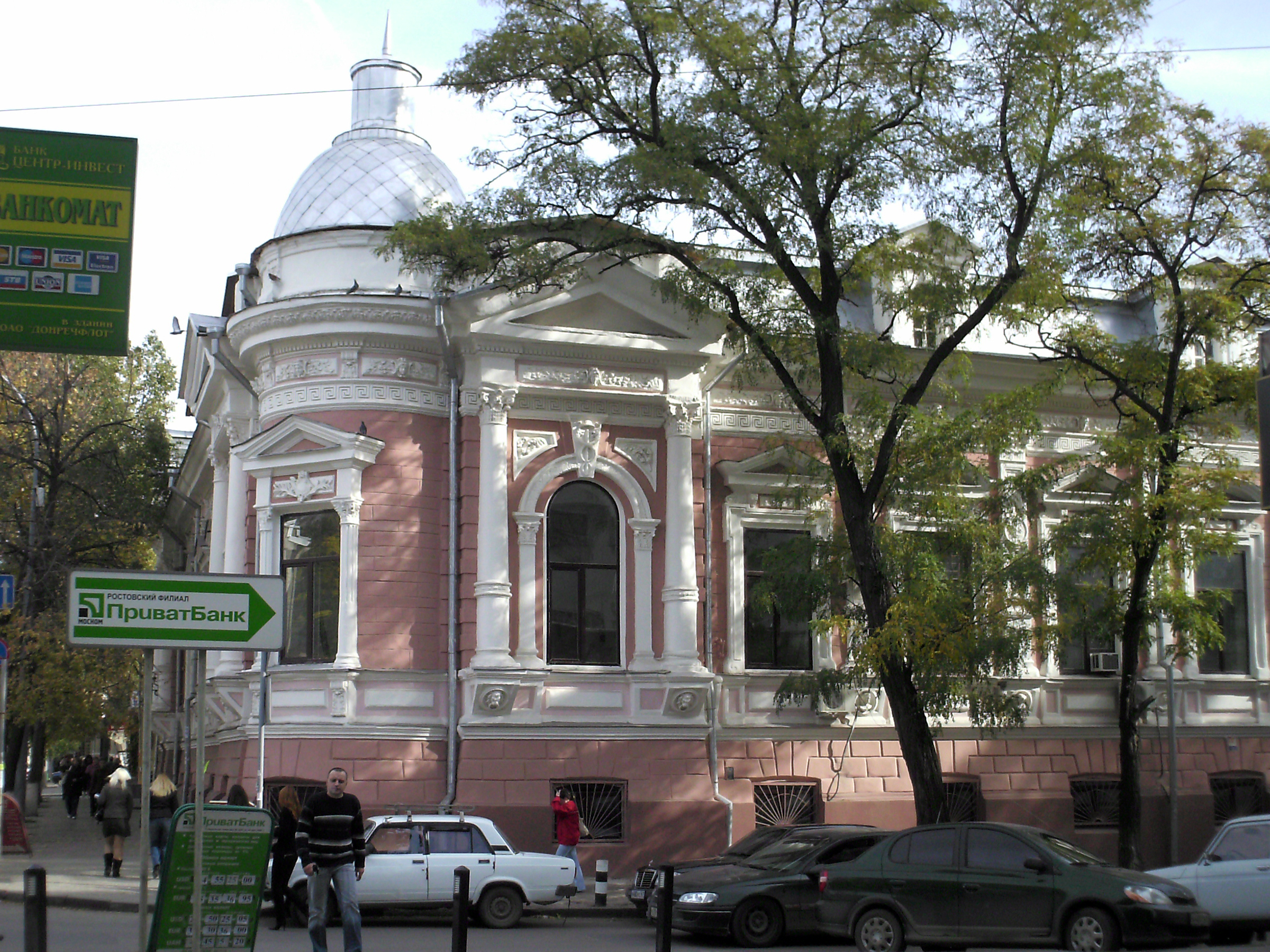
угол и фасад по 5-й линии

Особняк Хатранова представляет собой полутораэтажный оштукатуренный кирпичный дом. Его архитектура решена в традициях жилой застройки старой Нахичевани. Его фасад асимметричен, парадный вход сделан в левой части дома. Полуциркульные и прямоугольные окна украшены треугольными и полукруглыми сандриками. Нижний этаж рустован. Крайние фасадные окна украшают полуколонны дорического ордера. Четырехскатная крыша имеет слуховые окна. Фасад здания окрашен тремя цветами. Декоративные элементы окрашены в белый цвет.
Внутри здания, на второй этаж ведет мраморная лестница, потолки комнат оформлены декоративным орнаментом.
По второму этажу тянется коридор, по обе стороны которого расположены жилые комнаты с оригинальным декором. Большой зал в здании обращён окнами на I-ю Советскую улицу. В зале сцена и балкон для оркестрантов отделены перегородками. Здесь, в свое время, давались балы, домашние спектакли, концерты. Парадный зал здания украшен деревянным декором. Внутренние двери выполнены с деревянными декоративными резными накладками.